# (37112) 2000 UG104
2000 UG104 (asteroide 37112) é um asteroide da cintura principal. Possui uma excentricidade de 0.17748490 e uma inclinação de 6.41055º.
Este asteroide foi descoberto no dia 25 de outubro de 2000 por LINEAR em Socorro.